# Sandra Klinkhammer
Sandra Klinkhammer (* 1976 in Trier) ist eine deutsche Jazz- und Popsängerin und Klarinettistin.
Klinkhammer studierte sowohl klassische Klarinette an der Robert Schumann Hochschule Düsseldorf als auch Pop- und Jazzgesang- an der Folkwang Universität in Essen. Sie leitet ihr eigenes Quartett, für das sie die Songs im Pop-Jazz-Idiom mit persönlich gefärbten (deutschen) Texten über Gefühle wie Liebe und Einsamkeit schreibt. Weiterhin ist sie auf Alben der Gruppe Neuzeit und von Stefan Heidtmann zu hören. Daneben ist sie auch als Klarinettistin aktiv und als solche seit 2015 in der Essener Aufführung von My Fair Lady zu erleben. Seit 2004 ist sie zudem als Musiklehrerin an der Musikschule Buchen tätig.

## Diskografische Hinweise
- Engelszungen (2009)
- Neuzeit Carmina Variations (Unit Records 2014, mit Martell Beigang, Andreas Hirschmann, Thomas Falke sowie Matthias Schwengler)
- Stefan Heidtmann & Friends Fields (Jazzsick 2014, mit Oscar Kliewe, André Nendza, Martell Beigang)